# Guerra russo-persiana (1722-1723)
La guerra russo-persiana del 1722-1723, conosciuta nella storiografia russa come la campagna persiana di Pietro il Grande, fu una guerra tra l'Impero russo e la Persia, scatenata dal tentativo dello zar di espandere l'influenza russa nelle regioni del Caspio e della Transcaucasia, in maniera tale da impedire al suo rivale, l'impero ottomano, conquiste territoriali ai danni dei Safavidi, ormai in declino.
Prima della campagna, Pietro il Grande strinse un'alleanza con il re georgiano Vakhtang VI e con il catholicos d'Armenia Asdvadzadur. Questi regnanti cristiani stavano cercando l'aiuto russo nella loro lotta contro le due potenze espansioniste musulmane (Turchia e Persia).
Nel luglio del 1722, l'esercito imperiale russo, forte di circa 22 000 uomini, si imbarcò ad Astrachan' sulle navi della appena costruita Flottiglia del Caspio, condotta dall'ammiraglio Fëdor Apraksin; a loro si aggiunsero successivamente i cosacchi che marciarono via terra partendo da Caricyn. Il 23 agosto 1722 l'esercito russo catturò Derbent, nel Daghestan meridionale, ma le tempeste autunnali nel Mar Caspio costrinsero Pietro il Grande a tornare ad Astrachan' lasciando le guarnigioni russe a Derbent e Svjatoj Krest; nel settembre del 1722, Vakhtang VI si era accampato a Ganja con un esercito combinato georgiano-armeno di 40 000 uomini per unirsi alla spedizione russa, ma dopo aver ricevuto la notizia del ritorno ad Astrachan' di Pietro il Grande, fece ritorno a sua volta a Tbilisi in novembre.
Nel dicembre del 1722 l'esercito e la marina russi, al comando del maggior generale Michail Matjuškin, catturarono Rasht e nel luglio del 1723 procedettero alla conquista di Baku. I successi militari russi e l'invasione turca dei possedimenti persiani nel Transcaucaso nella primavera del 1723, costrinsero il governo di Tahmasp II a firmare il 12 settembre 1723 un trattato di pace a San Pietroburgo il quale cedeva Derbent e Baku, nel Caucaso, nonché le province di Shirvan, Gilan, Mazandaran ed Astrabad, situate lungo il litorale meridionale del mar Caspio, alla Russia; per i successivi 12 anni il Mar Caspio divenne un lago interno all'Impero russo.
Nel 1735, alla vigilia della guerra russo-turca, l'imperatrice Anna Ioannovna restituì tutti i territori alla Persia come prerequisito per costituire un'alleanza contro la Turchia ottomana.